# Gemarkung Mannhofer Forst
Die Gemarkung Mannhofer Forst liegt auf dem Gemeindegebiet von Oberscheinfeld im Landkreis Neustadt an der Aisch-Bad Windsheim (Mittelfranken, Bayern). Die Gemarkung hat eine Fläche von 1,905 km² und ist in 24 Flurstücke aufgeteilt, die eine durchschnittliche Flurstücksfläche von 79394,05 m² haben. Das Gebiet besteht fast ausschließlich aus Wald und ist unbewohnt. Die Gemarkung existierte schon zu Zeiten der Bayerischen Uraufnahme im frühen 19. Jahrhundert. Sie umfasste ursprünglich auch Acker und Grünland rund um das Gut Mannhof.
Benachbarte Gemarkungen sind Oberscheinfeld im Westen und im Süden, Krettenbach im Osten, Stierhöfstetten im Nordosten und Wüstenfelden im Nordwesten.